# Obsjtina Antonovo
Obsjtina Antonovo (bulgariska: Община Антоново) är en kommun i Bulgarien.   Den ligger i regionen Tărgovisjte, i den centrala delen av landet, 240 km öster om huvudstaden Sofia.
Obsjtina Antonovo delas in i:
- Stevrek
- Treskavets
- Izvorovo
- Tajmisjte
- Dobrotitsa
- Moravka
- Razdeltsi
- Ljubitjevo

Följande samhällen finns i Obsjtina Antonovo:
- Antonovo